# Лоукола, Тойво
Тойво Аарне Лоукола (фин. Toivo Aarne Loukola; 2 октября 1902 — 10 января 1984) — финский легкоатлет, олимпийский чемпион.
Тойво Лоукола родился в 1902 году в Кортесъярви (Великое княжество Финляндское). В молодости занимался прыжками в высоту, но после того, как в 1923 году стал работать в полиции Хельсинки, переключился на бег с препятствиями. В 1928 году на Олимпийских играх в Амстердаме он стал чемпионом в беге на 3000 м с препятствиями, и был 7-м в беге на 10.000 м.